# Mirjam Weichselbraun
Mirjam Weichselbraun (Innsbruck, 27 de septiembre de 1981) es una actriz, presentadora de televisión y actriz de voz austriaca.

## Vida y carrera
Empezó su carrera en la redacción de la radio Antenne Tirol en el año 1998. Empezó a hacerse popular al ser elegida BRAVO-Girl en el año 2000. Después de trabajar en la emisora regional Tirol TV y de presentar el programa cultural Das Magazin, en el 2001 empezó a trabajar en una nueva emisora de televisión, VIVA Plus, donde presentó durante ocho meses el programa Cologne Day. A continuación se fue a MTV Alemania (primero a Múnich y luego a Berlín), donde fue el rostro de los programas Select MTV (hasta enero de 2005) y TRL (hasta abril de 2007).
Simultáneamente a su trabajo en la MTV participó en el año 2003 en el programa Wetten, dass..?, emitido por ZDF. Además fue responsable junto con Christian Clerici de las retransmisiones en directo del programa Expedition Österreich, y un año más tarde se encargó de los preliminares del Festival de la Canción de Eurovisión y del programa Dancing Stars, en colaboración con Alfons Haider.  
En el año 2006 presentó junto a Wayne Carpendale el programa de televisión de la cadena RTL Television Dancing on Ice. También se encargó de presentar el Life Ball (2007), Kiddy Contest (2007 y 2008) y la gala de los premios Romy en el año 2008.
En el año 2009 interpretó el papel de Sugar Kane en el musical Manche mögen’s heiß, dirigido por Peter Stones  en el Teatro Josefstadt. En el año 2010 condujo junto con Roger Cicero tres programas de Die Hit-Giganten, emitidos por Sat.1.
A la vez que trabajaba como presentadora fue actriz de voz en la obra para radio de Jan Drees Letzte Tage, jetzt, y actriz. Actuó en el año 2007 en la película para la televisión Esencia de amor y luego en la serie Die ProSieben Märchenstunde.
Desde el año 2011 ha presentado la retransmisión en directo del Baile de la Ópera para la Österreichischer Rundfunk. En esta misma cadena, de octubre a diciembre de 2012 presentó varios programas del espectáculo de cámara oculta Hast du Nerven?.
Fue elegida por la televisión pública austriaca Österreichischer Rundfunk para ser presentadora del Festival de la Canción de Eurovisión 2015 junto a Alice Tumler y Arabella Kiesbauer.

### Vida personal

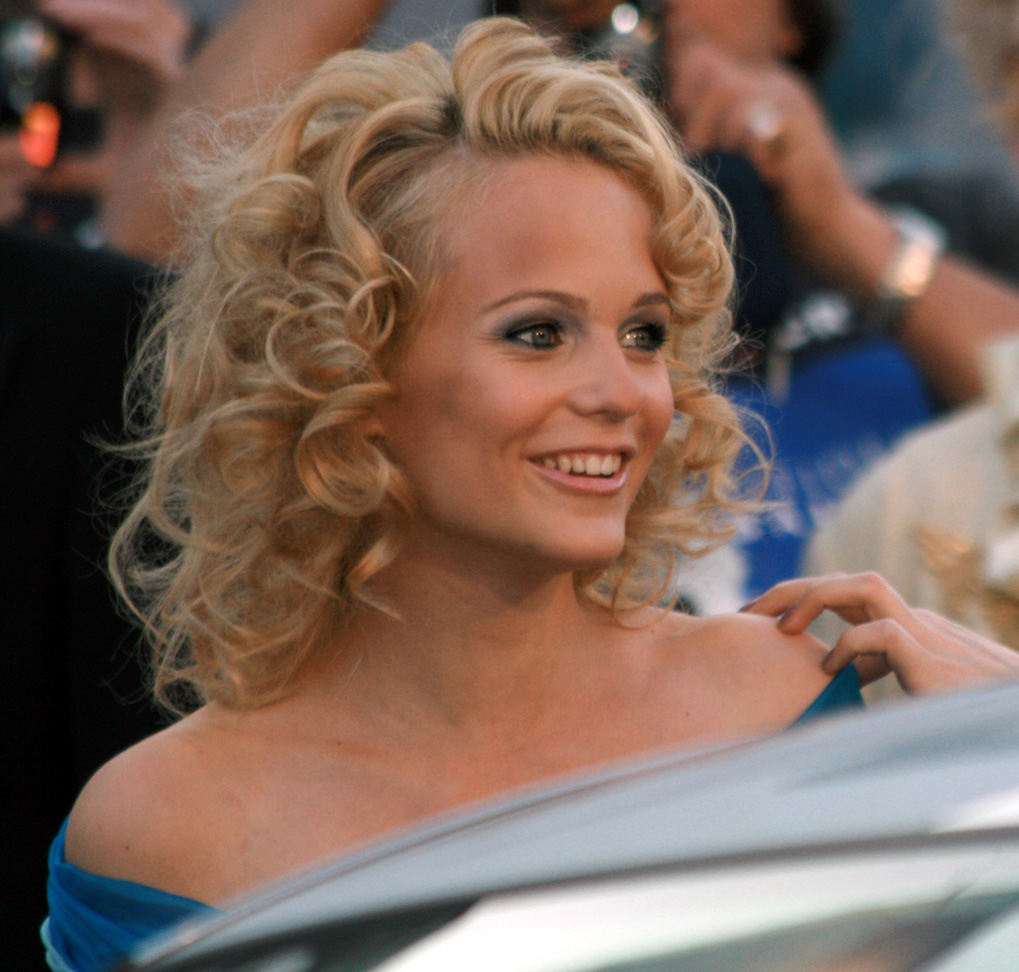
Mirjam Weichselbraun en el Life Ball del año 2009.

Tiene una hermana melliza, Melanie Binder. Sus padres se casaron tarde, por lo que cada una de las hermanas pudo elegir su apellido: Melanie eligió el del padre (Binder) y Mirjam el de la madre (Weichselbraun). Melanie Binder es la representante de Mirjam.
Después de una relación de dos años se separó del cantante Marque en la primavera de 2007. Mantuvo una relación de cuatro años con Jan Hahn, presentador del programa Sat.1-Frühstücksfernsehen, y que finalizó en septiembre de 2011. Desde el año 2013 es pareja de Ben Mawson, representante de Lana Del Rey, con quien tuvo una hija el 28 de septiembre de 2013.

## Filmografía
- 2007: Esencia de amor
- 2007: ProSieben Märchenstunde

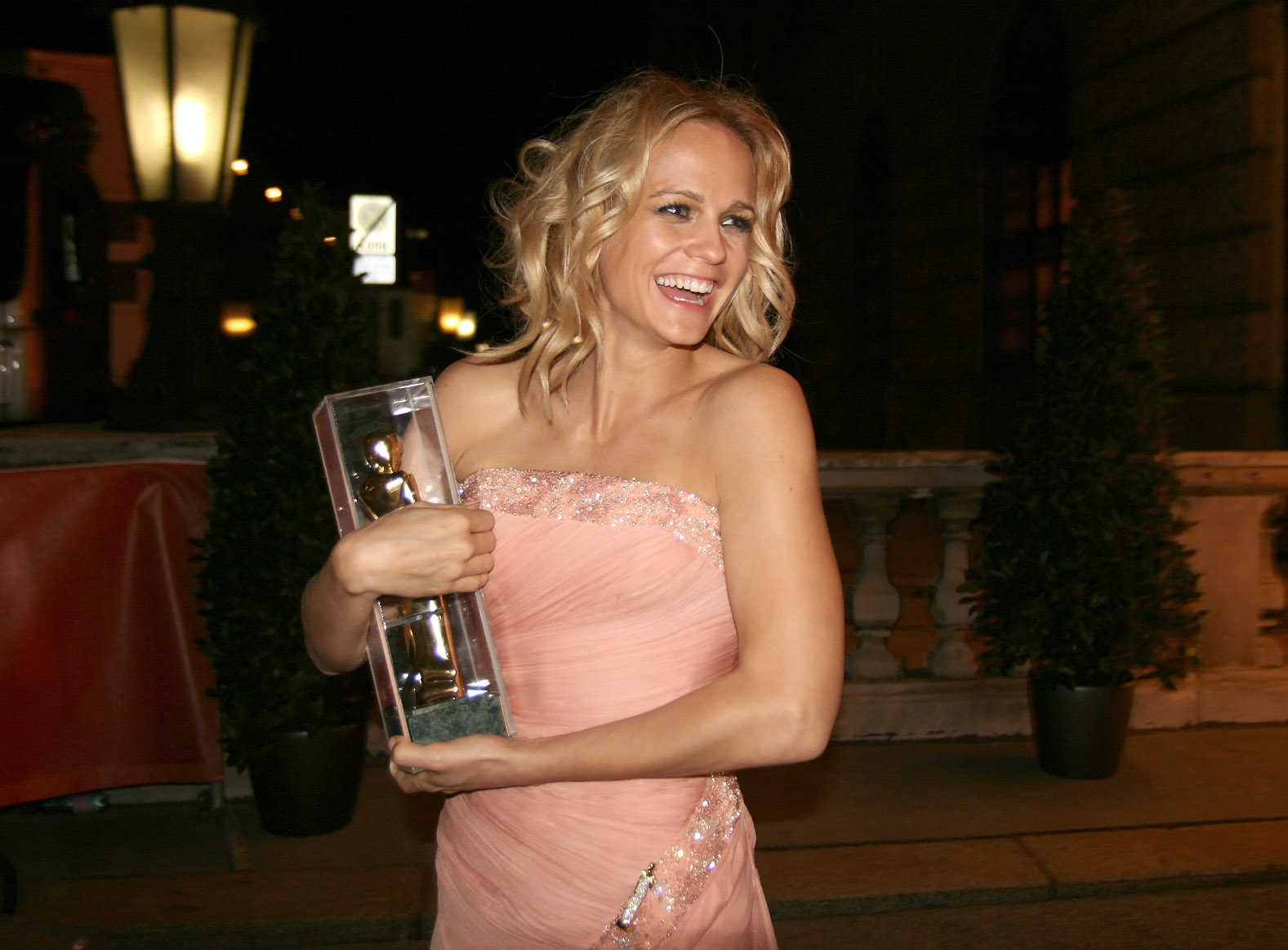
Mirjam Weichselbraun con el premio Rommy del año 2012.

- 2008: H3 – Halloween Horror Hostel
- 2008: Somos el pueblo - El amor no conoce fronteras
- 2008: Mutig in die neuen Zeiten - Alles anders
- 2009: Hangtime – Kein leichtes Spiel
- 2011: Das Traumhotel
- 2012: Die Braut im Schnee
- 2012: Unter Umständen verliebt
- 2012: Verloren auf Borneo
- 2012: Zwei Sitz Rakete
- 2013: Herztöne
- 2013: Die Frau in mir

## Doblaje
- 2007: Renée Zellweger como Vanessa Bloome en Bee Movie

## Premios
- 2006, 2008, 2011 y 2012: premio Rommy
- 2007 y 2008: premio Top Spot
- 2010: premio IPTV